# Andernach
Andernach er en by i Tyskland i delstaten Rheinland-Pfalz med cirka 30.000 indbyggere.
Andernach blev etableret som en militærpost (Antunnacum) af Augustus ca. 12 f.Kr., og byen fejrede sit 2000 års jubilæum i 1988. Andernach ligger ved floden Rhinen, 19 km nordvest for Koblenz, på jernbanelinjen fra Mainz til Köln.

## Attraktioner
- Byens hovedkirke Mariendom (Maria Himmelfahrt)
- Stadtburg;
- Burg Namedy;
- Rheintor;
- Runder Turm;
- Alter Krahn;
- Christuskirche
- Gamle rådhus
- Gejser Namedy

## Berømte bysbørn
Den amerikanske forfatter Charles Bukowski kom fra Andernach.

## Venskabsbyer
- Ekeren i Belgien
- Stockerau i Østrig.
- Dimona i Israel
- Saint Amand les Eaux i Frankrig.
- Farnham i Storbritannien.
- Zella-Mehlis i Tyskland (DDR).